# Kanton Treignac
Der Kanton Treignac war von 1790 bis 2015 ein französischer Wahlkreis im Département Corrèze in der damaligen Region Limousin. Er umfasste zwölf Gemeinden im Arrondissement Tulle; sein Hauptort (frz.: chef-lieu) war Treignac. Die landesweiten Änderungen in der Zusammensetzung der Kantone brachten im März 2015 seine Auflösung.

## Gemeinden
| Gemeinde                  | Einwohner (Stand: 2022) | Code postal | Code Insee |
| ------------------------- | ----------------------- | ----------- | ---------- |
| Affieux                   | 376                     | 19260       | 19001      |
| Chamberet                 | 1422                    | 19370       | 19036      |
| L’Église-aux-Bois         | 51                      | 19170       | 19074      |
| Lacelle                   | 136                     | 19170       | 19095      |
| Le Lonzac                 | 819                     | 19470       | 19118      |
| Madranges                 | 168                     | 19470       | 19122      |
| Peyrissac                 | 127                     | 19260       | 19165      |
| Rilhac-Treignac           | 116                     | 19260       | 19172      |
| Saint-Hilaire-les-Courbes | 173                     | 19170       | 19209      |
| Soudaine-Lavinadière      | 143                     | 19370       | 19262      |
| Treignac                  | 1258                    | 19260       | 19269      |
| Veix                      | 74                      | 19260       | 19281      |